# John J. Blaine
John J. Blaine (Wingville, 1875. május 4. – Boscobel, 1934. április 16.) az Amerikai Egyesült Államok szenátora (Wisconsin, 1927–1933).